# Sonja Claesson
Sonja Maria Claesson, ogift Persson, född 1 maj 1901 i Norge, död 14 december 1975 på Höstsol  i Täby, var en svensk skådespelare.
Sonja Claesson var gift med skådespelaren och kabaretsångaren  Jean Claesson (1882–1951) från 1925 till 1938.  Efter en relativt kort tid  som skådespelare arbetade Sonja Claesson som kontorist.

## Filmografi
- 1932 – Värmlänningarna
- 1932 – Muntra musikanter
- 1933 – Den farliga leken
- 1934 – Anderssonskans Kalle
- 1934 – Karl Fredrik regerar
- 1934 – Simon i Backabo
- 1934 – Sången till henne
- 1934 – Uppsagd
- 1935 – Ebberöds bank
- 1935 – Under falsk flagg
- 1935 – Ungkarlspappan
- 1936 – Annonsera!
- 1937 – Klart till drabbning

## Teater

### Roller
| År   | Roll         | Produktion                                                            | Regi                      | Teater                  |
| ---- | ------------ | --------------------------------------------------------------------- | ------------------------- | ----------------------- |
| 1926 | Medverkande  | I fruntimmersveckan, revy Gran                                        | Willi Wells               | Södermalmsteatern       |
| 1926 |              | Farliga kvinnor Gran                                                  |                           | Södermalmsteatern       |
| 1927 |              | Stolla-Britta, revy Albin Erlandzon                                   |                           | Södermalmsteatern       |
| 1928 | Medverkande  | Sådan är du, revy Karl-Ewert, John Botvid                             | Björn Hodell Calle Hagman | Folkets hus teater      |
| 1930 | Sörensen     | Årgång 30 Jens Locher                                                 | Tollie Zellman            | Teatern vid Sveavägen   |
| 1930 | Fru Blomgren | En herrgårdssägen Selma Lagerlöf                                      | Einar Fröberg             | Oscarsteatern           |
| 1931 | Huspigan     | Dunungen Selma Lagerlöf                                               | Gustaf Linden             | Skansens friluftsteater |
| 1936 | Medverkande  | Härmed hava vi nöjet, revy Kar de Mumma, Karl-Ewert och Alf Henrikson | Harry Roeck-Hansen        | Turné                   |

### Fotnoter
1. ↑  ”Sonja Claesson”. Svensk Filmdatabas. http://www.sfi.se/sv/svensk-filmdatabas/Item/?type=PERSON&itemid=59963&ref=%2ftemplates%2fSwedishFilmSearchResult.aspx%3fid%3d1225%26epslanguage%3dsv%26searchword%3dSonja+Claesson%26type%3dPerson%26match%3dBegin%26page%3d1%26prom%3dFalse. Läst 20 februari 2013.
2. ↑  Sveriges befolkning 1950 och 1960.
3. ↑  ”Teater och Musik”. Dagens Nyheter:  s. 7. 26 augusti 1926. http://arkivet.dn.se/arkivet/tidning/1926-08-26/230/7. Läst 2 augusti 2015.
4. ↑  ”Teaterannons”. Dagens Nyheter:  s. 18. 9 oktober 1926. http://arkivet.dn.se/arkivet/tidning/1926-10-09/274/18. Läst 30 december 2015.
5. ↑  ”Teaterannons”. Dagens Nyheter:  s. 13. 5 februari 1927. http://arkivet.dn.se/arkivet/tidning/1927-02-05/34/13. Läst 31 december 2015.
6. ↑  Programblad för Sådan är du (Stockholm 1928)
7. ↑  ”Teater Musik och Film: Bror Olsson på Teatern vid Sveavägen”. Dagens Nyheter:  s. 11. 7 oktober 1930. http://arkivet.dn.se/arkivet/tidning/1930-10-07/272/11. Läst 6 januari 2016.
8. ↑  ”Teater Musik och Film: 'En herrgårdssägen' på Skolteatern”. Dagens Nyheter:  s. 14. 9 december 1930. https://arkivet.dn.se/tidning/1930-12-09/335/14. Läst 24 januari 2021.
9. ↑  ”Dunungen”. Musikverket. https://calmview.musikverk.se/CalmView/Record.aspx?src=CalmView.Performance&id=P10966&pos=7. Läst 22 juli 2019.
10. ↑  ”Teater Musik Film”. Dagens Nyheter:  s. 12. 27 december 1935. http://arkivet.dn.se/arkivet/tidning/1935-12-27/352/12. Läst 27 december 2015.